# Sie wollten Wasser doch kriegen Benzin
Sie wollten Wasser doch kriegen Benzin ist das achte Studioalbum des deutschen Rappers Kontra K. Das Album wurde am 24. Mai 2019 über das Musiklabel BMG Rights Management veröffentlicht. Als Executive Producer fungierte das Produzenten-Duo The Cratez.

## Hintergrund
Kontra K kündigte das Album am 12. Dezember 2018 an. Neben der Standard-Version und einem limitierten Boxset, welches einen verchromten Benzinkanister, eine Umhängetasche, ein Handtuch sowie eine signierte Autogrammkarte beinhaltet, ist auch eine Premium-Edition erhältlich, welche anstelle des Benzinkanisters, der Umhängetasche und dem Handtuch ein T-Shirt enthält.

## Gastbeiträge
Als Gastbeiträge vertreten sind der kasachische Rapper Jah Khalib, Veysel, Rico, Skepsis, RAF Camora, BTNG, Gringo, Joshi Mizu und AK Ausserkontrolle.

## Titelliste
Das Album wurde als Doppelalbum mit insgesamt 20 Titeln veröffentlicht.

### CD 1
| #  | Titel                            | Länge |
| -- | -------------------------------- | ----- |
| 1  | Weine nicht                      | 3:27  |
| 2  | Warnung                          | 3:14  |
| 3  | Nur ein Grund (feat. Jah Khalib) | 3:12  |
| 4  | Ihre Sprache                     | 3:42  |
| 5  | Benzin                           | 3:24  |
| 6  | Kampfgeist 4                     | 2:56  |
| 7  | Blei (feat. Veysel)              | 2:50  |
| 8  | So lang (feat. Rico & Skepsis)   | 4:14  |
| 9  | Letzte Träne                     | 2:55  |
| 10 | Schicksal                        | 3:14  |

### CD 2
| #  | Titel                                | Länge |
| -- | ------------------------------------ | ----- |
| 1  | Immer weiter                         | 3:10  |
| 2  | Bleib weg von mir (feat. RAF Camora) | 3:09  |
| 3  | Farben                               | 3:39  |
| 4  | Alles weg                            | 3:00  |
| 5  | Sag mir wo (feat. BTNG)              | 2:44  |
| 6  | Honig (feat. Gringo)                 | 3:12  |
| 7  | Alles was sie will                   | 3:02  |
| 8  | Zu viele (feat. Joshi Mizu)          | 2:32  |
| 9  | Skimaske (feat. AK Ausserkontrolle)  | 2:30  |
| 10 | Niemals vergessen                    | 3:15  |

## Kommerzieller Erfolg

### Chartplatzierungen
Sie wollten Wasser doch kriegen Benzin stieg am 31. Mai 2019 auf der Spitzenposition in die deutschen Albumcharts ein und konnte sich insgesamt 76 Wochen in den Top 100 halten. Kontra K erreichte so zum vierten Mal Rang eins der deutschen Charts. In Österreich stieg das Album auf Platz zwei in die Charts ein und konnte sich in diesen 64 Wochen halten. In der Schweizer Hitparade stieg das Album auf Position vier ein und blieb insgesamt 19 Wochen in dieser.
In den deutschen Album-Jahrescharts 2019 belegte das Album Position sechs und in Österreich Platz 37. Auch in den Jahrescharts 2020 konnte sich das Album auf Platz 68 in Deutschland sowie 64 in Österreich platzieren.
| ChartsChartplatzierungen | Höchstplatzierung | Wochen |
| ------------------------ | ----------------- | ------ |
| Deutschland (GfK)        | 1 (76 Wo.)        | 76     |
| Österreich (Ö3)          | 2 (64 Wo.)        | 64     |
| Schweiz (IFPI)           | 4 (19 Wo.)        | 19     |

| ChartsJahrescharts (2019) | Platzierung |
| ------------------------- | ----------- |
| Deutschland (GfK)         | 6           |
| Österreich (Ö3)           | 37          |

| ChartsJahrescharts (2020) | Platzierung |
| ------------------------- | ----------- |
| Deutschland (GfK)         | 68          |
| Österreich (Ö3)           | 64          |

### Auszeichnungen für Musikverkäufe
2024 wurde das Album in Deutschland für mehr als 200.000 Verkäufe mit einer Platin-Schallplatte ausgezeichnet.
| Land/Region        | Auszeichnungen für Musikverkäufe (Land/Region, Auszeichnung, Verkäufe) | Verkäufe |
| ------------------ | ---------------------------------------------------------------------- | -------- |
| Deutschland (BVMI) | Platin                                                                 | 200.000  |
| Insgesamt          | 1× Platin ·                                                            | 200.000  |

## Die letzten Wölfe Tour 2019/2020
Das Album wurde auf der Die letzten Wölfe Tour 2019/2020 präsentiert, welche sich über sieben Monate erstreckte und in zwei Teilabschnitten erfolgte. Die Tour begann am 10. August 2019 mit einem Open-Air-Konzert in der Arena in Wien und endete durch die Ausbreitung der COVID-19-Pandemie vorzeitig am 11. März 2020 in der Jahrhunderthalle in Frankfurt am Main. Ursprünglich waren zwei weitere Konzerte in Magdeburg und Luxemburg geplant. Mit ca. 17.000 Besuchern in der Mercedes-Benz-Arena in Berlin konnte Kontra K am 7. März 2020 den bisherigen eigenen Höchstwert an Besuchern auf einem Solokonzert aufstellen.
| Datum            | Stadt             | Veranstaltungsort           | Land        | Besucher |
| ---------------- | ----------------- | --------------------------- | ----------- | -------- |
| 10. August 2019  | Wien              | Arena Wien                  | Österreich  | 3.000    |
| 11. August 2019  | Wien              | Arena Wien                  | Österreich  | 3.000    |
| 28. Oktober 2019 | Zürich            | Halle 622                   | Schweiz     | 3.500    |
| 30. Oktober 2019 | Bremen            | ÖVB-Arena                   | Deutschland | 14.000   |
| 2. November 2019 | Saarbrücken       | E-Werk                      | Deutschland | 3.500    |
| 3. November 2019 | Freiburg          | Sick-Arena                  | Deutschland | 9.000    |
| 5. November 2019 | Dortmund          | Westfalenhalle 1            | Deutschland | 15.000   |
| 6. November 2019 | Rostock           | Stadthalle                  | Deutschland | 5.500    |
| 7. November 2019 | Hannover          | Swiss Life Hall             | Deutschland | 5.000    |
| 8. November 2019 | Offenbach am Main | Stadthalle                  | Deutschland | 4.000    |
| 9. November 2019 | Würzburg          | s.Oliver Arena              | Deutschland | 4.700    |
| 1. März 2020     | Erfurt            | Thüringenhalle              | Deutschland | 5.000    |
| 2. März 2020     | München           | Zenith                      | Deutschland | 5.800    |
| 3. März 2020     | Stuttgart         | Hanns-Martin-Schleyer-Halle | Deutschland | 12.500   |
| 5. März 2020     | Köln              | Lanxess Arena               | Deutschland | 15.000   |
| 6. März 2020     | Leipzig           | Arena                       | Deutschland | 10.000   |
| 7. März 2020     | Berlin            | Mercedes-Benz-Arena         | Deutschland | 17.000   |
| 8. März 2020     | Hamburg           | Barclaycard Arena           | Deutschland | 16.000   |
| 11. März 2020    | Frankfurt am Main | Jahrhunderthalle            | Deutschland | 4.800    |

### Band-Mitglieder
- Rico: Co-Rap
- Skepsis: Co-Rap
- Johannes Wehrle: Keyboard
- Ric Starkow: Mischpult
- Uwe Breunig: Schlagzeug
- Robert Kerner: Gitarre[11]

### Produktion
Die Produktionsleitung der Tour übernahm die Bonner Firma Infinity Staging Services; hierfür wurde eine 60-köpfige Crew eingesetzt. Neben der Main-Stage wurde eine B-Stage (Boxring) als 360-Grad-Element und als Beschallungssystem die D&B GiSeLa verwendet. Das Bühnenbild wurde im Industrial-Design konzipiert und die Beleuchtung unter anderem durch 70 Scheinwerfer der Firma Robe aus Tschechien realisiert.

### Setlist
Die Setlist während der Die letzten Wölfe Tour 2019/2020 bestand aus 23 Liedern. Sie beinhaltet unter anderem zehn Lieder aus dem Album Sie wollten Wasser doch kriegen Benzin. Als Vorgruppe traten BACI und Rico in Erscheinung; Skepsis und Rico als Backup-Rapper.
1. Letzte Träne
2. Alles weg
3. Warnung
4. Ikarus
5. Farben
6. Mehr als ein Job
7. Diamanten
8. Benzin
9. Immer weiter
10. Hoch
11. Kampfgeist 4
12. Kampfgeist 2
13. Power
14. Oder nicht
15. So lang
16. Blei
17. Fame
18. Alles was sie will
19. Adrenalin
20. Soldaten 2.0

Zugabe
1. Erfolg ist kein Glück
2. Zwischen Himmel & Hölle
3. Wölfe